# Maria od Opatrzności
Maria od Opatrzności, właściwie Eugénie Smet (ur. 25 marca 1825 w Lille, zm. 7 lutego 1871 w Paryżu) – francuska Błogosławiona Kościoła katolickiego.

## Życiorys
Urodziła się jako trzecie z sześciorga dzieci swoich rodziców. Wstąpiła do klasztoru, a jej przyjacielem był św. Jan Maria Vianney. Założyła Stowarzyszenie Pomocników Świętych Dusz. Zmarła 7 lutego 1871 roku na raka w opinii świętości.
Została beatyfikowana przez papieża Piusa XII w dniu 26 maja 1957 roku.